# 普羅赫雷斯 (頓內茨克州)

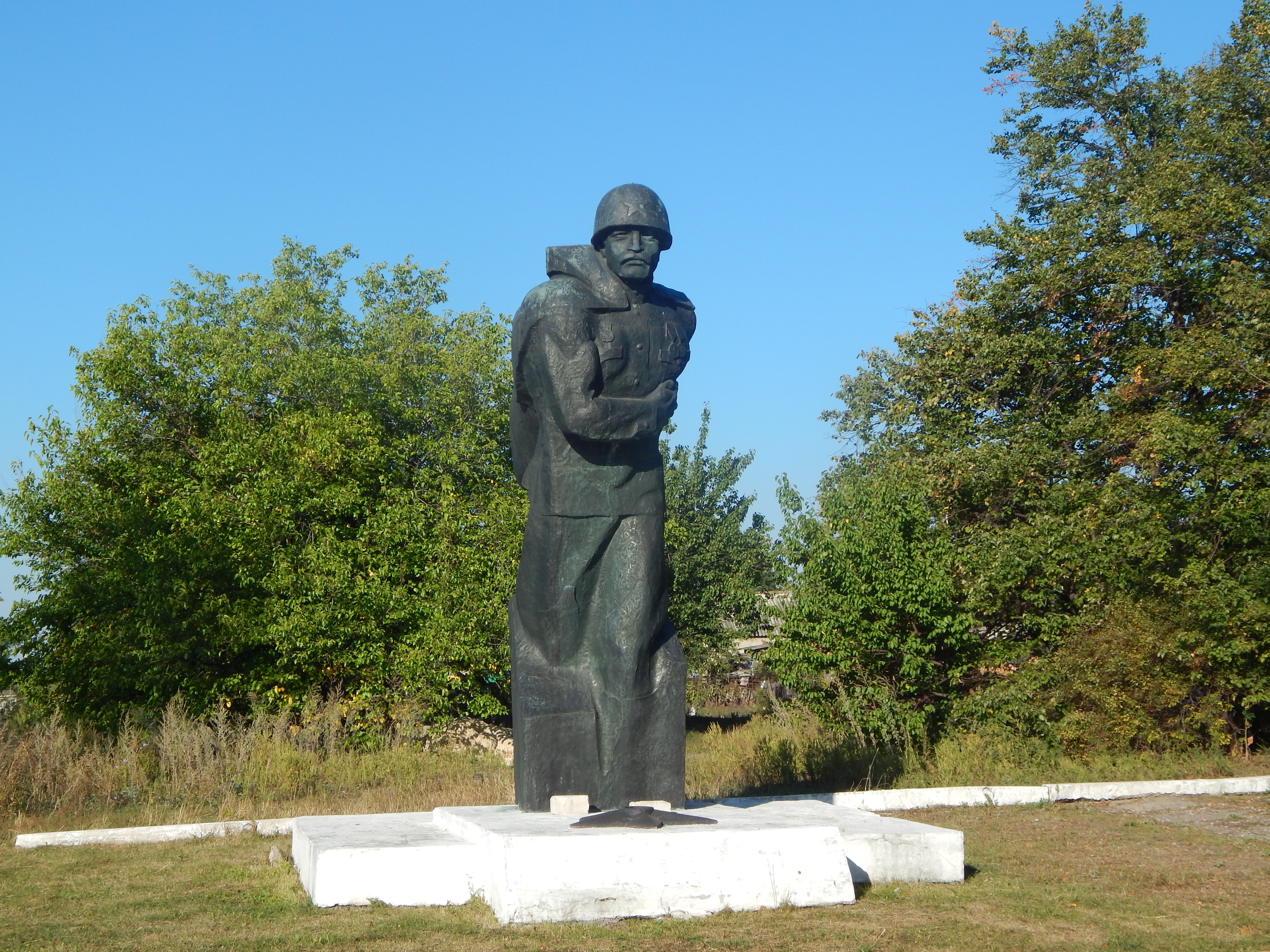
村民战士纪念碑

普羅赫雷斯（羅馬化：Prohres）是乌克兰顿涅茨克州波克羅夫斯克區赫羅迪夫卡市鎮的村莊。目前在俄罗斯占领下。2001年人口390。
自2022年俄羅斯入侵烏克蘭以来，该村庄多次遭到俄罗斯炮襲。随着俄方最近在该地区附近取得进展，俄軍在2024年6月26日展開攻勢、7月18日进入该村，并于第二天開始占领。據報道，村庄被攻陷的原因是因爲烏軍的武器供应與训练不足以及士气低落。7月25日，随着俄军进一步推进至該村以南，乌克兰陆军第31机械化旅的两个营濒临被包围。

## 统计
据2001年烏克蘭人口普查，该村人口390，當中172人（44.1%）以乌克兰语作爲母语，213人（54.62%）以俄语作为母语，剩下的人口以白羅斯語及其他語言作爲母語。